# 1936-os finn labdarúgó-bajnokság (első osztály)
Az 1936-os finn élvonalbeli labdarúgó-bajnokság a hetedik szezonja volt az akkor Mestaruussarja-nak nevezett bajnokságban. Nyolc csapat vett részt, a HJK Helsinki győzött a címvédő HPS Helsinki előtt, két csapat, a VPS Vaasa és a Drott Pietarsaari esett ki az 1937-es Suomensarja-ba, vagyis a másodosztályba.
A gólkirály Aatos Lehtonen, a HJK Helsinki játékosa lett 14 góllal.

## Végeredmény
| Hely | Csapat                | Mérk | Gy | D | V  | G+ | G- | Pont |
| ---- | --------------------- | ---- | -- | - | -- | -- | -- | ---- |
| 1    | HJK Helsinki (C)      | 14   | 9  | 1 | 4  | 37 | 21 | 19   |
| 2    | HPS Helsinki          | 14   | 8  | 1 | 5  | 28 | 26 | 17   |
| 3    | HIFK Helsinki         | 14   | 7  | 2 | 5  | 38 | 22 | 16   |
| 4    | Sudet Viipuri         | 14   | 6  | 3 | 5  | 26 | 21 | 15   |
| 5    | HT Helsinki           | 14   | 5  | 4 | 5  | 25 | 27 | 14   |
| 6    | TPS Turku             | 14   | 7  | 0 | 7  | 30 | 36 | 14   |
| 7    | VPS Vaasa (R)         | 14   | 5  | 2 | 7  | 36 | 31 | 12   |
| 8    | Drott Pietarsaari (R) | 14   | 2  | 1 | 11 | 14 | 50 | 5    |